# Lake Mackay
Lake Mackay är en uttorkad saltsjö i Australien. Den ligger i delstaterna Western Australia och Northern Territory, omkring 1 700 kilometer nordost om delstatshuvudstaden Perth. Den sträcker sig 0,5 kilometer i nord-sydlig riktning, och 0,6 kilometer i öst-västlig riktning.